# Člen (mluvnice)
Člen se používá v některých jazycích k označení podstatného jména. Členy jsou v jazycích většinou prostředkem k vyjádření jeho určitosti, případně neurčitosti (tj. zda je míněn jeden konkrétní objekt nebo objekty tohoto druhu obecně). Namísto členů, resp. současně s nimi, se určitost v různých jazycích vyjadřuje i jinými způsoby a někdy závisí zcela na kontextu. Člen je obvykle považován za zvláštní slovní druh, etymologicky jeho tvary většinou souvisí s tvary ukazovacích zájmen (například francouzské le pochází z latinského ukazovacího zájmena ille). V některých jazycích člen není samostatným slovem, ale je připojován k podstatnému jménu jako prefix (hebrejština) nebo sufix (rumunština, bulharština, švédština). Člen se vyvinul zejména v jazycích, které ztratily ohýbání a posunuly se k analytickému paradigmatu.
V angličtině a některých dalších jazycích je člen nejtypičtější realizací větného členu nazývaného determinátor.

## Druhy členů
V jazycích jsou rozlišovány členy:
- určitý – např. anglický the, německý der, die, das, francouzský le, la, les; používá se tehdy, kdy se mluví o konkrétním objektu, specifickém členu nějaké skupiny (český ekvivalent by mohl být ten, ta, to);
- neurčitý – obvykle se používá jen v jednotném čísle, např. anglický a, an, německý ein, eine, francouzský un, une, des; používá se tehdy, kdy se odkazuje k libovolnému členu nějaké skupiny, český ekvivalent by mohl být nějaký, jeden;
- dělivý – pro označení látkových jmen (u substancí, které nelze počítat, ale lze je rozdělit, např. voda), např. francouzský du, de la.

Uvedené druhy členů se nemusejí vyskytovat v jednotlivých jazycích současně. Pokud však jazyk využívá k vyjádření určitosti člen, vyskytuje se v něm vždy člen určitý (např. bulharština má pouze člen určitý). Člen dělivý je charakteristický pro románské jazyky, ve kterých se vyskytují i členy určitý a neurčitý – tyto dva členy mají i všechny germánské jazyky.
Příklady použití:
- angličtina:

This is the house I'd lived in before I won one hundred million dollars. – To je (ten) dům, ve kterém jsem bydlel před tím, než jsem vyhrál sto milionů dolarů.
I closed a pig and a dog in a pigsty. When I came back in the evening, I found out that the dog had eaten up the pig. – Zavřel jsem do (jednoho) chlívku (jedno) prase a (jednoho) psa. Když jsem se ten večer vrátil, zjistil jsem, že ten pes to prase sežral.
- francouzština:

Voulez-vous du café? – Dáte si kávu?

## Postavení členů
Členy často stojí před podstatným jménem (příp. před rozvíjejícím přívlastkem), např. angl. the young boy (ten mladý chlapec).
V bulharštině, makedonštině, rumunštině či severogermánských jazycích existuje určitý člen postpozitivní, který se připojuje jako koncovka ke jménu, např. švéd. pojken, bulh. момчето(ten chlapec).

## Člen v evropských jazycích

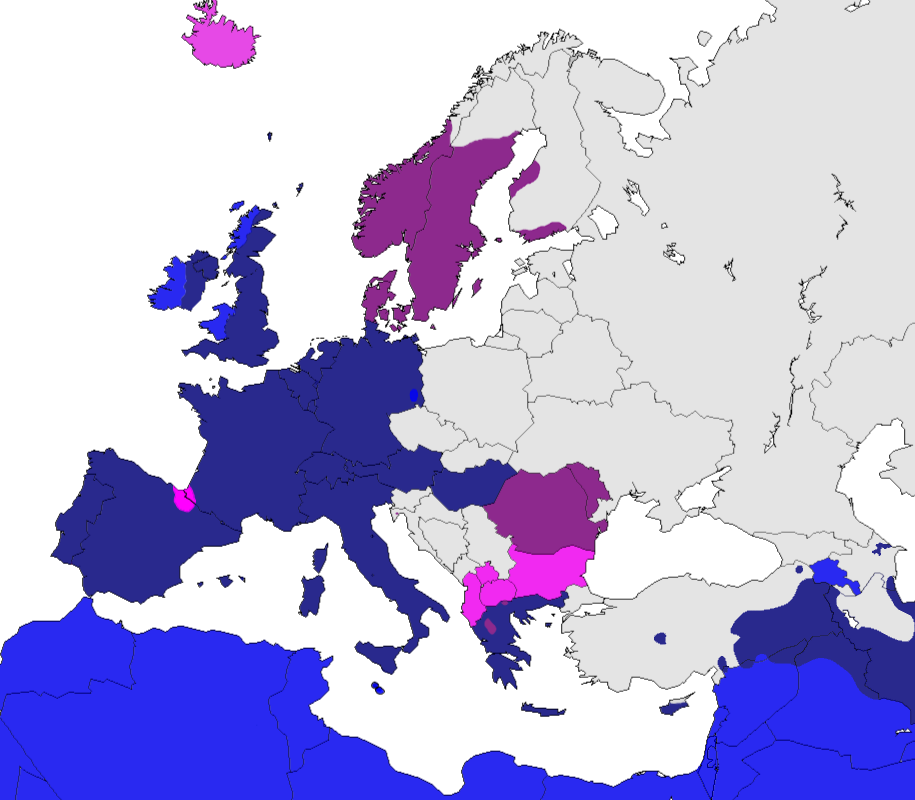
Členy v evropských jazycích
určité a neurčité členy
pouze určité členy
neurčité členy a postpozitivní určité členy
pouze postpozitivní určité členy
bez členů

Geograficky lze zhruba rozdělit Evropu na západní a východní část podle toho, zda se v dané lokalitě hovoří jazyky, v nichž se používá člen. Západní oblast zahrnuje germánské a románské jazyky, albánštinu a řečtinu, v nichž se člen používá. Naopak slovanské (s výjimkou bulharštiny a makedonštiny) a uralské (s výjimkou maďarštiny) jazyky na východě Evropy člen nepoužívají. Členy neměla ani latina.
Postpozitivní určitý člen se vyskytuje ve dvou oblastech: jednak v severogermánských jazycích ve Skandinávii (dánština, norština, švédština, islandština a faerština) a jednak na Balkáně (albánština, bulharština, makedonština, rumunština). V případě uvedených balkánských jazyků se jedná o výrazný společný rys balkánského jazykového svazu, tedy skupiny jazyků blízkých geograficky, nikoliv však geneticky – uvedené jazyky náleží do 3 různých jazykových skupin. Postpozitivní člen má též izolovaná baskičtina v západní Evropě.
Baltské jazyky členy nemají, ale k vyjádření určitosti využívají determinativní tvary adjektiv.

### Čeština
V češtině se člen jako samostatný slovní druh nevyskytuje. Podstatná jména lze ve větě identifikovat podle jejich morfologických vlastností (většina flektivních jazyků rovněž nemá člen). Pro rozlišení určitosti a neurčitosti (respektive kontextové zapojenosti a novosti) se v češtině používá slovosled (viz též aktuální členění větné). V hovorovém stylu se často využívají zájmena nějaký a ten (případně číslovka jeden) ve stejné funkci jako člen neurčitý resp. určitý v jiných jazycích. Nicméně toto použití není závazné, závisí na volbě mluvčího. Tyto prostředky se využívají zejména pro zdůraznění.
Někteří autoři se domnívají, že rozšířené užívání zájmena ten (všimněte si podobnosti s německým členem den) ve funkci blízké určitému členu může být dáno silným vlivem němčiny.

### Němčina
V němčině má určitý a neurčitý člen nejen determinační (určující) funkci, ale je zároveň nedílnou součástí skloňování podstatných jmen, která sama o sobě přijímají jen minimum pádových koncovek. Použití členu podstatně ovlivňuje i skloňování přídavných jmen.
Příklady:
im (= in dem) Schrank (dativ) = ve skříni
in den Schrank (akuzativ) = do skříně

### Francouzština
Francouzština má členy určité a neurčité nejen pro jednotné číslo, ale i pro číslo množné, přesněji rod množný.
Člen určitý je
- le pro číslo jednotné, rodu mužského, příklad: le chien = ten pes,
- la pro číslo jednotné, rodu ženského, příklad: la télé – ta televize,
- les pro rod množný (francouzština nemá rod střední), příklad: les arbres = ty stromy.

Člen neurčitý je
- un pro rod mužský v jednotném čísle, příklad: un stylo – nějaké pero,
- une pro rod ženský v jednotném čísle, příklad: une girafe = nějaká žirafa,
- des pro rod množný, příklad: des crayons = nějaké tužky.

### Angličtina
Anglické členy shodné pro všechny tři rody – které se gramaticky v angličtině projevují jen v zájmenech – jsou:
- určitý the pro jednotné i množné číslo,
- neurčitý a (před samohláskou an) pro jednotné číslo. Množné číslo stojí bez členu.

### Španělština
Ve španělštině má každý rod a číslo svůj určitý i neurčitý člen.
Členy neurčité:
- un – rod mužský, číslo jednotné (un amigo = kamarád)
- una – rod ženský, číslo jednotné (una amiga = kamarádka)
- unos – rod mužský, číslo množné (unos amigos = kamarádi)
- unas – rod ženský, číslo množné (unas amigas = kamarádky)

Členy určité:
- el – rod mužský, číslo jednotné (el padre = otec)
- la – rod ženský, číslo jednotné (la comida = jídlo)
- los – rod mužský, číslo množné (los padres = rodiče)
- las – rod ženský, číslo množné (las comidas = jídla)

### Maďarština
Maďarština je jediný uralský jazyk, který používá členy.
- určitý a (před samohláskou az) pro jednotné i množné číslo, neskloňuje se. Az může však být použito i jako určité zájmeno, pak se skloňuje stejně jako podstatné jméno.
- neurčitý egy pro jednotné číslo (množné je bez členu). Egy jinak znamená číslovku „jedna“.